# Nick Szabo
Nicholas Szabo (?, 1964. április 5. –) informatikus, jogtudós és kriptográfus, aki a digitális szerződések és a digitális valuta területén végzett kutatásairól ismert. A Washingtoni Egyetemen szerzett informatikai diplomát 1989-ben, majd a George Washington Egyetem jogi karán jogi doktorátust A Universidad Francisco Marroquín tiszteletbeli professzora.
Az „intelligens szerződések” kifejezést és fogalmát Szabo azzal a céllal fejlesztette ki, hogy a szerződési jog és gyakorlat „magasan fejlettnek” nevezett gyakorlatát átültesse az interneten idegenek közötti elektronikus kereskedelmi protokollok tervezésébe. 1994-ben írt egy bevezetést a koncepcióhoz, 1996-ban pedig azt vizsgálta, hogy mire képesek az intelligens szerződések. Nick Szabo egy olyan digitális piacteret javasolt, amely ezekre az automatikus, kriptográfiailag biztonságos folyamatokra épül.
Szabo amellett érvelt, hogy a mikrofizetések minimális granularitását a mentális tranzakciós költségek határozzák meg. Szabo egy időben az "extropikus" életmeghosszabbítási technikák híve volt.

## Bit Gold
1998-ban Szabo megtervezte egy decentralizált digitális valuta mechanizmusát, amelyet bit goldnak nevezett el. A bit goldot soha nem valósították meg, de a bitcoin architektúra közvetlen előfutárának nevezték.
Szabo bit gold struktúrájában egy résztvevő számítógépes teljesítményt szentelne kriptográfiai rejtvények megoldására. A bit gold hálózatban a megoldott rejtvényeket a bizánci hibatűrő nyilvános nyilvántartásba küldenék, és a megoldó nyilvános kulcsához rendelnék. Minden egyes megoldás a következő kihívás részévé válna, új tulajdonságok növekvő láncolatát hozva létre. A rendszernek ez az aspektusa lehetőséget biztosított a hálózat számára az új érmék ellenőrzésére és időbélyegzésére, mivel ha a felek többsége nem egyezett bele az új megoldások elfogadásába, akkor nem kezdhettek bele a következő rejtvénybe.
Amikor digitális érmével próbálunk tranzakciókat tervezni, belefutunk a dupla költés problémájába. Ha egyszer már létrehozták az adatokat, a reprodukálásuk egyszerű másolás és beillesztés kérdése. A legtöbb digitális valuta úgy oldja meg a problémát, hogy bizonyos mértékű ellenőrzést átenged egy központi hatóságnak, amely nyomon követi az egyes számlák egyenlegét. Ez Szabo számára elfogadhatatlan megoldás volt. „Megpróbáltam a lehető legjobban utánozni a kibertérben az arany biztonsági és bizalmi jellemzőit, és ezek közül a legfontosabb, hogy nem függ egy megbízható központi hatóságtól” – mondta.

## Satoshi Nakamoto-spekulációk
Szabo aktívan részt vett a bitcoin előtti bit gold technológiákban, és potenciálisan Satoshi Nakamotónak, a bitcoin megalkotójának tekintik. Bár Szabo többször is tagadta ezt, de az emberek mégis azt találgatják, hogy ő lenne Nakamoto. Dominic Frisby pénzügyi szerző kutatásai közvetett bizonyítékokat szolgáltattak, de mint elismeri, nincs bizonyíték arra, hogy Szabo lenne Satoshi. Egy 2014 júliusában Frisbynek küldött e-mailben Szabo azt írta: „Attól tartok, hogy tévedtél, amikor Satoshiként doxxoltál, de már hozzászoktam”.
Nathaniel Popper a The New York Timesban azt írta, hogy „a legmeggyőzőbb bizonyítékok egy Nick Szabo nevű, magyar származású, visszavonult amerikai férfira mutatnak”. 2008-ban, a bitcoin megjelenése előtt Szabo írt egy megjegyzést a blogján arról, hogy meg akarja teremteni hipotetikus valutájának élő változatát.